# Mario Perazzolo
Mario Perazzolo (Padova, 1911. június 7. – Padova, 2001. augusztus 3.) világbajnok olasz labdarúgó, fedezet, edző.

## Pályafutása

### Klubcsapatban
A Padova korosztályos csapatában kezdte a labdarúgást, ahol 1928-ban mutatkozott be az első csapatban, ahol 1933-ig játszott. 1933 és 1936 között a Fiorentina játékosa volt. 1936 és 1941 között a Genoa 1893 csapatában szerepelt, ahol 1937-ben tagja volt az olaszkupa-győztes csapatnak. 1942–43-ban a Brescia, a következő idényben ismét a Padova labdarúgója volt. A második világháború után ismét a Brescia játékosa volt 1948-ig. 1948 és 1950 között a Siracusa csapatában szerepelt és itt fejezte be az aktív labdarúgást.

### A válogatottban
1936 és 1939 között nyolc alkalommal szerepelt az olasz válogatottban. Tagja volt az 1938-as világbajnok csapatnak, de a tornán mérkőzésen nem szerepelt.

### Edzőként
1946-ban átmenetileg a Brescia edzője volt még játékosként. 1950–51-ben utolsó klubjánál, a Siracusa csapatánál edzőként folytatta pályafutását. 1951 és 1953 között a Triestina, 1953–54-ben a Fanfulla vezetőedzője volt. 1954–55-ben visszatért a Bresciához. 1955 és 1957 között a Taranto szakmai munkáját irányította. 1957 és 1959 között ismét a  Siracusa vezetőedzője volt. Ezt követően az 1970-es években dolgozott újra vezetőedzőként. 1970 és 1972 között a Nissa, 1972-ben ismét a Siracusa, 1972–73-ban nevelőklubja a Padova vezetőedzője volt.

## Sikerei, díjai
Olaszország
- Világbajnokság
  - aranyérmes: 1938, Franciaország

 Genoa 1893
- Olasz kupa (Coppa Italia)
  - győztes: 1937